# Cryptus libytheae
Cryptus libytheae är en stekelart som beskrevs av Rudow 1910. Cryptus libytheae ingår i släktet Cryptus och familjen brokparasitsteklar. Inga underarter finns listade i Catalogue of Life.